# モール (ラグビー)

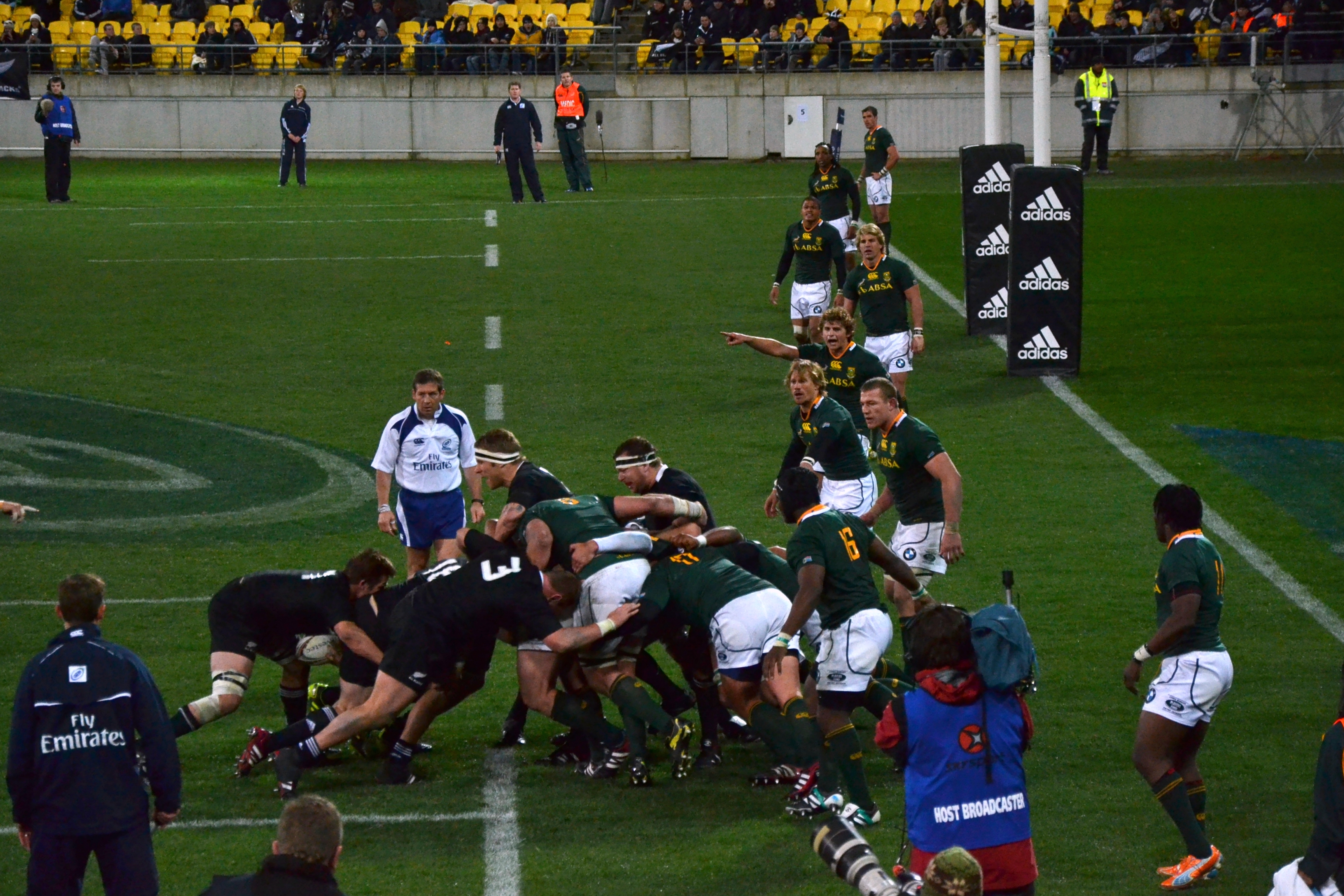
ニュージーランド代表（黒）と南アフリカ代表（緑）のモール

ラグビーユニオンにおけるモール（英: Maul）とは、ラグビー試合中でのプレー状態の一つ。スクラムやラックなどと共に密集戦の一つであるが、ボールを保持した状態（地面に落としていない状態）で行われるのが特徴である。
ボールを保持したままモールを押し込む「ドライビングモール」などのバリエーションも見られる。

## モールの形成
競技規則第16条第1項から第3項までに定義があり、以下の3要素が必要になる。
1. モールは 、フィールドオブプレー内でのみ行われる 。
2. モールは 、ボールキャリアーと各チームから少なくとも1名ずつのプレーヤーが互いにバインドし 、立ったままの状態になることで成立する。
3. 形成されたモールは 、ゴールラインの方向へ前進していかなくてはならない 。

従って、少なくとも「ボールキャリアー（ボール保持者）」と「ボールを持たない味方チームの選手」と「ボールを持たない相手チームの選手」の3名以上が加わる必要があり、ボールキャリアーと相手が1対1で組み合う状態はモールとは成らない。
形成されたモールに後から選手が加わることもできるが、この場合はオンサイドの位置から加わると共に、モールの最後尾の選手にバインドしなければならず（競技規則第16条第7項a及びb）、横や前方から加わるとオフサイドとなる。また、頭と肩が腰より低くなってはいけない（競技規則第16条第7項c）。

## モールにおける反則
- モール内で故意に倒れようとすること。（モール・コラプシング、競技規則第16条第9項[3]）
- モールに飛びかかったり、あるいはモールを故意に崩そうとすること。（モール・コラプシング、競技規則第16条第11項a[3]）
- モールを構成する選手を無理に引き離そうとすること（モール・コラプシング、競技規則第16条第11項b[3]）。
- モールの横または前方からモールに加わろうとすること。（オフサイド、競技規則第16条第5項[3]）
- モールに参加しない状態でモールの横または前方で待機すること。（オフサイド、競技規則第16条第6項[3]）

## モールの終了
次の状態になったときはモールが終了し、オープンプレーに移行する。（競技規則第16条第16項）
- ボールがモールから出るか、ボールキャリアーがモールを離れた。→プレー継続。
- ボールが地面についた。
  - →ボールが選手の前方に落ちればノックオンの反則。選手の後方に落ちればラックに移行してプレー継続。
- ボールがゴールラインを超えた。→インゴールプレー（競技規則第21条[5]）として継続。

また、次の状態になったときもモールが終了する。（競技規則第16条第17項）
- モールが自然に崩れたとき。→プレー継続
- モールの状態で反則があったとき。→フリーキックまたはペナルティキックで再開。
- モールでの前進が5秒以上止まったとき。→スクラムで再開。
- モールの状態のままタッチラインを割ったとき。→ラインアウトで再開
- モール内でボールを持っていた選手が倒れたとき。→そのままラックとなり再開する。

## 参考資料
- 『競技規則 Rugby Union 2019』（PDF）日本ラグビーフットボール協会。2019年9月21日閲覧。